# Abimalek Timotheus

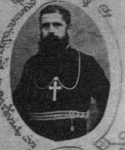
Metropolit Timotheos von Malabar

Abimalek Timotheus (* 28. August 1878 in Mar Bischo bei Urmia; † 30. April 1945 in Trichur), genannt Mar Thimotheus, war ein Metropolit von Malabar und Indien der autokephalen ostsyrischen „Kirche des Ostens“.
Abimalek (Awimelk) d’Qelaita, Sohn des Priesters Isai, entstammte nicht einer der traditionellen Bischofsfamilien der „Kirche des Ostens“. Er wurde bei den Anglikanern in Urmia, auch im Englischen, ausgebildet, in seiner Ursprungskirche zum Priester sowie Archidiakon bestellt und wirkte ab 1903 als Lehrer an der anglikanischen Schule in Van. Auf Bitten von Syro-Malabaren wurde er am 15. Dezember 1907 mit Zustimmung des Metropoliten Eskhaq Khnanisho durch den Katholikos Benyamin Shimun XXI. in Qudschanis zum Metropoliten von Indien (Malabar) ordiniert, näherhin für die vom römischen Papst getrennten Thomaschristen des ostsyrischen Ritus, die in der 2. Hälfte des 19. Jahrhunderts entstandenen „Melusianer“. Erst nach Überwindung mancher Widerstände, auch von katholischer Seite, konnte er Indien erreichen. Seit Februar 1908 amtierte er in Trichur (Kerala) und betreute die ca. 8000 Melusianer. Er hob den Pflichtzölibat der Priester auf und leitete die Rückkehr zum reinen ostsyrischen Ritus, frei von lateinischen Überfremdungen, ein. Briefe aus den Anfangsjahren klagen über gesundheitliche Probleme und offene Feindschaft eines Teils der Einheimischen, die einen Bischof des eigenen Ritus, aber keinen eingefleischten „Nestorianer“ wünschten. Ärgernis erregte vor allem die vom neuen Bischof angeordnete Entfernung aus den Kirchengebäuden von (Christus-, Marien- und Heiligen-) Statuen, die in katholischer Zeit aufgekommen waren. Die erhoffte Unterstützung, auch finanzieller Art, seiner Tätigkeit durch die Anglikaner unterblieb weithin und führte zu dauerhafter Entfremdung ihres vormaligen Schülers. Doch gelang es Mar Timotheus, die Melusianer auch rechtlich von den katholischen Syro-Malabaren zu lösen und als eigene Kirche zu organisieren.
Bei der Wahl und Weihe des Katholikos-Patriarchen Shimun XXIII. 1920 war Mar Timotheus, obschon dienstältester Metropolit, nicht beteiligt. Um seinen Zorn zu besänftigen, wurde er im Oktober gleichen Jahres offiziell zum Betreuer des noch unmündigen Mar Shimun XXIII. bestellt. Da er gegen dessen leibliche Familie jedoch keinen nachhaltigen Einfluss erlangen konnte, entfremdete sich dauerhaft von beiden. In den 1920er Jahren weilte er zeitweise in Mosul und Bagdad. 1923/24 bereiste er England und sodann die USA, um Unterstützung für die Sache der Assyrer zu erwirken. Sein Versuch, in den USA als Vertreter des Katholikos-Patriarchen zu wirken, wurde von der einflussreichen Lady Surma d’Mar Shimun († 7. Dezember 1975) vereitelt, und er musste nach Indien zurückkehren. 1926 gründete er in Trichur die Mar Narsai Press zum Druck von Büchern in syrischer Sprache und Schrift.
Nachfolger des 1945 Verstorbenen wurde nach langjähriger Sedisvakanz 1952 Mar Thomas Darmo, der sich 1968 zum Gegenkatholikos des in den USA residierenden Shimun XXIII. bestellen ließ und die heutige „Alte Kirche des Ostens“ begründete.
Am 29. September 2019 sprach Katholikos Gewargis III. Mar Timotheus heilig.